# Parapercis multifasciata
Parapercis multifasciata és una espècie de peix de la família dels pingüipèdids i de l'ordre dels perciformes
És un peix marí, demersal i de clima temperat, que viu al Pacífic nord-occidental a les àrees sublitorals de fons sorrencs i fangosos des del Japó<ref">Nakabo, T. (ed.), 2000. Fishes of Japan with pictorial keys to the species. Segona edició. Tokai University Press. V. 2: i-vii + 867-1748.</ref> i la península de Corea fins a Taiwan. Hi ha, també, un registre d'un exemplar capturat a KwaZulu-Natal (Sud-àfrica).
Fa 18 cm de llargària màxima. Té 5 espines i 23 radis tous a l'aleta dorsal i 1 espina i 19 radis tous a l'anal.
El seu nivell tròfic és de 3,38.
És inofensiu per als humans.